# هال هولبروك
هال هولبروك (بالإنجليزية: Hal Holbrook) هو ممثل أمريكي (من مواليد 17 فبراير 1925) في كليفلاند، أوهايو. بدأ مسيرته الفنية عام 1954. من أبرز الأعمال التي شارك فيها أبراهام لينكون.

## الأعمال
- مارك توين
- أبراهام لينكون

## الترشيحات والجوائز

### ترشيحات وجوائز الأوسكار
| السنة | الفئة                           | النتيجة  |
| ----- | ------------------------------- | -------- |
| 2008  | جائزة الأوسكار لأفضل ممثل مساعد | فـــــوز |

## روابط خارجية
- هال هولبروك على موقع IMDb (الإنجليزية)
- هال هولبروك على موقع الموسوعة البريطانية (الإنجليزية)
- هال هولبروك على موقع روتن توميتوز (الإنجليزية)
- هال هولبروك على موقع ألو سيني (الفرنسية)
- هال هولبروك على موقع ميوزك برينز (الإنجليزية)
- هال هولبروك على موقع أول موفي (الإنجليزية)
- هال هولبروك على موقع قاعدة بيانات برودواي على الإنترنت (الإنجليزية)
- هال هولبروك على موقع قاعدة بيانات الأفلام السويدية (السويدية)
- هال هولبروك على موقع إن إن دي بي (الإنجليزية)
- هال هولبروك على موقع ديسكوغز (الإنجليزية)